# Pyrota punctata
Pyrota punctata är en skalbaggsart som beskrevs av Thomas Casey 1891. Pyrota punctata ingår i släktet Pyrota och familjen oljebaggar. Inga underarter finns listade i Catalogue of Life.